# Tân Tiến, Biên Hòa
Tân Tiến là một phường cũ thuộc thành phố Biên Hòa, tỉnh Đồng Nai, Việt Nam.

## Địa lý
Phường Tân Tiến có vị trí địa lý:
- Phía đông giáp phường Tân Hiệp
- Phía tây và phía bắc giáp phường Tân Phong
- Phía nam giáp các phường Thống Nhất, Tân Mai, Trung Dũng.

Phường Tân Tiến có diện tích 1,31 km², dân số năm 2022 là 16.236 người, mật độ dân số đạt 12.393 người/km².

## Hành chính
Phường Tân Tiến được chia thành 7 khu phố: 1, 2, 3, 4, 5, 6, 7.

## Lịch sử
Ngày 28 tháng 9 năm 2024, Ủy ban Thường vụ Quốc hội ban hành Nghị quyết số 1194/NQ-UBTVQH15 về việc sắp xếp đơn vị hành chính cấp xã của tỉnh Đồng Nai giai đoạn 2023 – 2025 (nghị quyết có hiệu lực từ ngày 1 tháng 11 năm 2024). Theo đó, sáp nhập toàn bộ 1,31 km² diện tích tự nhiên và quy mô dân số là 16.236 người của phường Tân Tiến vào phường Tân Mai.

## Giao thông
Các tuyến đường chính trên địa bàn phường: đường Nguyễn Ái Quốc, đường Phạm Văn Thuận, đường Đồng Khởi, đường Dương Tử Giang, đường Phan Trung.